# Wuestneiopsis georgiana
Wuestneiopsis georgiana är en svampart som först beskrevs av J.H. Mill. & G.E. Thomps., och fick sitt nu gällande namn av J. Reid & Dowsett 1990. Wuestneiopsis georgiana ingår i släktet Wuestneiopsis, ordningen Diaporthales, klassen Sordariomycetes, divisionen sporsäcksvampar och riket svampar.   Inga underarter finns listade i Catalogue of Life.